# Dorp met toekomst
Dorp met toekomst is een jaarlijkse prijs, uitgereikt door de Vlaamse overheid voor het dorp dat kleinschalige acties uitvoert die het dorpsleven warmer en gezelliger maken. De bedoeling is om het dorpsleven te promoten en iedereen bij het dorpsleven te betrekken.
De Vlaamse overheid heeft bekendgemaakt dat de trofee van "Dorp met toekomst" voor het laatst zal worden uitgereikt in 2009 dus zal de prijs na amper drie jaar worden afgeschaft.
De wedstrijd wil dorpsbewoners stimuleren om samen te werken aan de leefbaarheid van hun dorp. Dorpsgenoten bedenken een idee en schrijven dit in. De vijf provinciale jury's selecteren per editie minstens 30 acties die tot 2.500 euro krijgen voor hun actie. Deze acties worden uitgevoerd in de periode 1 april - 15 september. De beste actie wint een dorpsfeest ter waarde van 10.000 euro.
Dorp met toekomst is een driejarig project. 2007 en 2008 leverden 220 inschrijvingen en 56 uitgevoerde acties op. In 2009 volgt nog één editie. 
De Vlaamse prijs 'Dorp met toekomst' is een organisatie van de Landelijke Gilden in partnerschap met Cera, de Vlaamse overheid, Nest, De Zondag en De Streekkrant/De Weekkrant.

## Eindwinnaars
- Winnaar 2007 : Eversel, Heusden-Zolder (Limburg)
- Winnaar 2008 : Elewijt, Zemst (Vlaams-Brabant)
- Winnaar 2009 : Elst, Brakel (Oost-Vlaanderen)